# Val-d'Ornain
Val-d'Ornain és un municipi francès situat al departament del Mosa i a la regió del Gran Est. L'any 2007 tenia 962 habitants.

## Demografia

### Població
El 2007 la població de fet de Val-d'Ornain era de 962 persones. Hi havia 372 famílies, de les quals 64 eren unipersonals (32 homes vivint sols i 32 dones vivint soles), 128 parelles sense fills, 140 parelles amb fills i 40 famílies monoparentals amb fills.
La població ha evolucionat segons el següent gràfic:
Habitants censats

### Habitatges
El 2007 hi havia 405 habitatges, 380 eren l'habitatge principal de la família, 9 eren segones residències i 16 estaven desocupats. 387 eren cases i 18 eren apartaments. Dels 380 habitatges principals, 323 estaven ocupats pels seus propietaris, 51 estaven llogats i ocupats pels llogaters i 6 estaven cedits a títol gratuït; 7 tenien dues cambres, 28 en tenien tres, 93 en tenien quatre i 252 en tenien cinc o més. 305 habitatges disposaven pel capbaix d'una plaça de pàrquing. A 144 habitatges hi havia un automòbil i a 221 n'hi havia dos o més.

### Piràmide de població
La piràmide de població per edats i sexe el 2009 era:
| Homes | Edats   | Dones |
| ----- | ------- | ----- |
| 0     | 95 o +  | 4     |
| 0     | 90 a 94 | 4     |
| 0     | 85 a 89 | 0     |
| 0     | 80 a 84 | 12    |
| 4     | 75 a 79 | 4     |
| 8     | 70 a 74 | 20    |
| 20    | 65 a 69 | 12    |
| 32    | 60 a 64 | 28    |
| 16    | 55 a 59 | 16    |
| 48    | 50 a 54 | 60    |
| 80    | 45 a 49 | 56    |
| 20    | 40 a 44 | 40    |
| 16    | 35 a 39 | 20    |
| 24    | 30 a 34 | 24    |
| 20    | 25 a 29 | 20    |
| 36    | 20 a 24 | 16    |
| 40    | 15 a 19 | 36    |
| 36    | 10 a 14 | 40    |
| 16    | 5 a 9   | 12    |
| 32    | 0 a 4   | 16    |

## Economia
El 2007 la població en edat de treballar era de 661 persones, 500 eren actives i 161 eren inactives. De les 500 persones actives 458 estaven ocupades (238 homes i 220 dones) i 42 estaven aturades (16 homes i 26 dones). De les 161 persones inactives 69 estaven jubilades, 58 estaven estudiant i 34 estaven classificades com a «altres inactius».

### Ingressos
El 2009 a Val-d'Ornain hi havia 391 unitats fiscals que integraven 991 persones, la mediana anual d'ingressos fiscals per persona era de 21.000 €.

### Activitats econòmiques
Dels 33 establiments que hi havia el 2007, 2 eren d'empreses de fabricació d'altres productes industrials, 4 d'empreses de construcció, 12 d'empreses de comerç i reparació d'automòbils, 1 d'una empresa de transport, 4 d'empreses d'hostatgeria i restauració, 1 d'una empresa d'informació i comunicació, 2 d'empreses financeres, 2 d'empreses immobiliàries, 4 d'empreses de serveis i 1 d'una entitat de l'administració pública.
Dels 7 establiments de servei als particulars que hi havia el 2009, 2 eren tallers de reparació d'automòbils i de material agrícola, 1 guixaire pintor, 3 lampisteries i 1 restaurant.
L'any 2000 a Val-d'Ornain hi havia 17 explotacions agrícoles que ocupaven un total de 1.088 hectàrees.

## Equipaments sanitaris i escolars
El 2009 hi havia una escola elemental.

## Poblacions més properes
El següent diagrama mostra les poblacions més properes.